# Jan Kikkert
Jan Gerard Kikkert (Eindhoven, 28 oktober 1930 – Den Haag, 15 juni 2017) was een Nederlands onderwijzer en auteur.

## Levensloop
Kikkert groeide op in Noord-Brabant, was onderwijzer op een lagere school en daarna leraar aan het Montessori Lyceum Rotterdam en aan een rijksscholengemeenschap in Brielle. Van 1989 tot 2011 gaf hij (eveneens) les aan de volksuniversiteit van Westvoorne. Onder het pseudoniem O. Feitsma heeft Kikkert in de jaren zeventig en tachtig meegewerkt aan de totstandkoming van de schoolboekenreeks Kleio voor het middelbaar geschiedenisonderwijs.
Naast zijn leraarschap schreef hij diverse historische boeken, met name biografieën over de Oranjes en het Nederland van de 19e eeuw.
Hij schreef over de volgende Oranjes: Willem van Oranje (1983), Maurits (1985), Frederik Hendrik (1986), Willem I (1995), Willem III (1990), Wilhelmina (1987), Juliana (1999), Bernhard (1998), Beatrix (1998) en Willem-Alexander (1999).
Om die reden was hij als het koningshuis ter sprake kwam regelmatig gast in actualiteitenrubrieken en discussieprogramma's. Naar aanleiding van Kikkerts verzonnen beweringen omtrent de vermeende rijkdom van de Oranjes en twee onechte zonen van prins Bernhard betitelde de laatste hem in een postuum door de Volkskrant uitgegeven interview als 'nephistoricus', een kwalificatie waar Kikkert evenwel in een uitzending van december 2004 van het televisieprogramma Barend & Van Dorp geen aanstoot aan nam.
Jan Gerard Kikkert was woonachtig in Oostvoorne. Hij was als reisleider actief in diverse Europese en Aziatische landen. Hij overleed in 2017 op 86-jarige leeftijd.

## Werken (selectie)
- De zedeloosheid van Den Haag en andere onthullingen over Nederland in de negentiende eeuw, Amsterdam, 1976
- Lodewijk Napoleon, Rotterdam, 1981
- Vorstelijke verblijven, Bussum, 1983
- Juliana 80 jaar, Baarn, 1989
- Koning Willem III, Het Spectrum, Utrecht, 1990, ISBN 90 2742 588 4
- Prins Bernhard 80 jaar, Utrecht 1991
- De Wereld volgens Luns, Utrecht 1992
- Geld, macht & eer. Willem I, koning der Nederlanders en Belgen, Utrecht, 1995
- Crisis op Soestdijk. Nederland als bananenmonarchie, Breda, 1996
- Beatrix: mens en majesteit, Utrecht, 1998
- Oranje Bitter Oranje Boven, Soesterberg, 2001
- De misstappen van een koning. Willem II 1792-1849, Soesterberg, 2002
- De zeven levens van 'The Cat'. Een halve eeuw contraspionage in oorlogs- en vredestijd, 2003 (biografie van Pieter Brijnen van Houten)
- Bernhard, een leven als een prins, uitgeverij Aspekt bv, Soesterberg, 2004, ISBN 90 5911 468 X
- Honderd vaderlandse helden, Soesterberg, 2005
- Willem van Oranje, Soesterberg, 2006
- Geheimen van de Oranjes, Soesterberg, 2006
- Willem-Alexander der Nederlanden: Prins van Oranje, Soesterberg, 2007
- Maurits van Nassau, Soesterberg, 2008